# Apache Tomcat
Apache Tomcat（アパッチ トムキャット）は、Java ServletやJavaServer Pages (JSP) を実行するためのWebコンテナ（サーブレットコンテナ、サーブレットエンジン）である。Apache License 2.0を採用したオープンソースソフトウェア。
2005年以降、Apacheソフトウェア財団のトップレベルプロジェクトのひとつであるApache Tomcat Project 内で開発されている 。それ以前はかつて存在していたJakartaプロジェクト内で開発されていた。

## 構成
Tomcat 5.0 から、Jasper2 を含む。
- Catalina - Servlet コンテナ
- Coyote - HTTPサーバー
- Jasper, Jasper2 - JavaServer Pages

## 各バージョンごとの対応関係
バージョン 9.0.x は、Java Servlet 4.0、JavaServer Pages 2.3対応で、Java 8 以降が必要である。
バージョン 10.1.x は、Java Servlet 6.0、JavaServer Pages 3.1対応で、Java 11 以降が必要である。
バージョン 11.0.x は、Java Servlet 6.1、JavaServer Pages 4.0対応で、Java 17 以降が必要である。

## リファレンス実装としてのApache Tomcat
サーブレットやJSPのオフィシャルなリファレンス実装に使用されてはいるが、リファレンス実装そのものではない。

## HTTPサーバーとの連携
Apache Tomcat は安定して動作し、静的コンテンツのHTTPサーバーとしても使えるので単体で用いることもできる。また、Tomcat 以外のHTTPサーバーがHTTPリクエストを受け付け、必要に応じてサーブレットコンテナにリクエストを渡すという構成でHTTPサーバーと連携させて用いることもできる。ただし、別 HTTP サーバーとコネクタ連携をすると、Advanced IO (Comet) など一部の機能が使えなくなる。例えば、Apache HTTP Server とコネクタモジュールを用いて連携を行う場合、Apache Tomcat 側では mod_jk をコネクタとして配布している。また、Apache 2.2以降は mod_jk とは別な方法として、mod_proxy_ajp モジュールを用いる方法もある。

## リリース履歴一覧
| バージョン  | リリース   | 補足事項                                                                                      |
| ----------- | ---------- | --------------------------------------------------------------------------------------------- |
| 3.0.x.      | 1999       | 初回リリース。寄贈されたSunJava Web ServerコードとASFを統合し、Servlet2.2とJSP1.1の仕様を実装 |
| 3.3.2       | 2004-03-09 | 3.x 系列の最終版                                                                              |
| 4.1.31      | 2004-10-11 |                                                                                               |
| 4.1.40      | 2009-06-25 | 4.x 系列の最終版                                                                              |
| 5.0.0       | 2002-10-09 |                                                                                               |
| 5.0.30      | 2004-08-30 | 5.0 系列の最終版                                                                              |
| 5.5.0       | 2004-08-31 |                                                                                               |
| 5.5.36      | 2012-10-10 | 5.5 系列の最終版                                                                              |
| 6.0.0       | 2006-12-01 | Servlet 2.5、JSP 2.1、EL 2.1 仕様をサポートする最初のリリース                                 |
| 6.0.10      | 2007-02-28 | 6.0 系列の最初の安定版                                                                        |
| 6.0.53      | 2017-04-02 | 6.0 系列の最終版                                                                              |
| 7.0.0 beta  | 2010-06-29 | Servlet 3.0、JSP 2.2、EL 2.2およびWebSocket仕様をサポートする最初のリリース                   |
| 7.0.6       | 2011-01-14 | 7.0 系列の最初の安定版                                                                        |
| 7.0.109     | 2021-04-26 | 7.0 系列の最終版                                                                              |
| 8.0.0       | 2013-08-18 | Servlet 3.1 および JSP 2.3 仕様をサポートする最初のリリース                                   |
| 8.0.9       | 2014-06-25 | 8.0 系列の最初の安定版                                                                        |
| 8.0.53      | 2018-07-05 | 8.0 系列の最終版                                                                              |
| 8.5.3       | 2016-06-13 | 8.5 系列の最初の安定版                                                                        |
| 8.5.100     | 2024-03-25 | 8.5 系列の最終版                                                                              |
| 9.0.1 beta  | 2017-09-30 | Servlet 4.0 仕様をサポートする最初のリリース                                                  |
| 9.0.4       | 2018-03-14 | 9.0 系列の最初の安定版                                                                        |
| 9.0.107     | 2025-07-04 | 9.0 系列の最新版                                                                              |
| 10.0.0 beta | 2020-12-08 | Servlet 5.0 、JSP 3.0、EL 4.0、WebSocket 2.0、認証 2.0 仕様をサポートする最初のリリース       |
| 10.0.2      | 2021-02-02 | 10.0 系列の最初の安定版                                                                       |
| 10.0.27     | 2022-10-10 | 10.0 系列の最終版                                                                             |
| 10.1.0 beta | 2022-06-09 | Servlet 6.0、JSP 3.1、EL 5.0、WebSocket 2.1、認証 3.0 仕様をサポートする最初のリリース        |
| 10.1.0      | 2021-09-26 | 10.1 系列の最初の安定版                                                                       |
| 10.1.43     | 2025-07-04 | 10.1 系列の最新版                                                                             |
| 11.0.0 beta | 2024-07-05 | Servlet 6.1、JSP 4.0 仕様をサポートする最初のリリース                                         |
| 11.0.0      | 2024-10-09 | 11.0 系列の最初の安定版                                                                       |
| 11.0.9      | 2025-07-04 | 11.0 系列の最新版                                                                             |